# 董貴妃
貴妃董氏（きひ とうし、? - 1062年10月19日）は、北宋の仁宗の側室。

## 生涯
開封府の人。初め、侍女を務めた。嘉祐初年、男子がことごとく夭逝していたことや、寵愛した温成皇后の死などがあって、仁宗は過度のストレスのため自殺を図った。董氏は必死に剣を奪い取って、自身の指を切断された。仁宗はこの恩に感じた。董氏は仁宗と関係して聞喜県君となり、嘉祐4年（1059年）に皇九女の福安公主（荘斉帝姫）を産んで、正五品才人となった。
嘉祐5年（1060年）、皇十一女の永寿公主（賢懿恭穆帝姫）を産んだ。仁宗は董才人を格上げしたいと思ったが、董氏は自身の昇進の代わりに父の董安の官職を求めた。仁宗はこれを認め、董安は右侍禁に任じられた。嘉祐6年（1061年）7月、皇十三女の荘儼帝姫を産んで、四品貴人に進封された。
嘉祐7年（1062年）9月2日、病となり、充媛（正二品嬪）に進封されたが、5日後（西暦10月19日）の夜更けに死去した。仁宗は前日から官員たちと宮外の祭壇で祭祀を執り行っていた。董氏は父の董安の昇進の願いを「妾不幸即死、願勿亟聞以溷上精意」と遺言書に残していた。次の昼、仁宗はその話を聞いて大いに感動した。董安は内殿崇班に任じられ、董氏は淑妃の位を追贈された。元符3年（1100年）4月、徽宗から貴妃の位を再追贈された。
董氏はまた、2人の身分低い妃嬪（安福県君張氏・仁和県君李氏）を自身の義女としていた。

## 伝記資料
- 『宋史』
- 『宋会要輯稿』
- 『皇宋通鑑長編記事本末』
- 『淑妃董氏遺表父右侍禁安内殿崇班制』